# 부줌부라 교외주

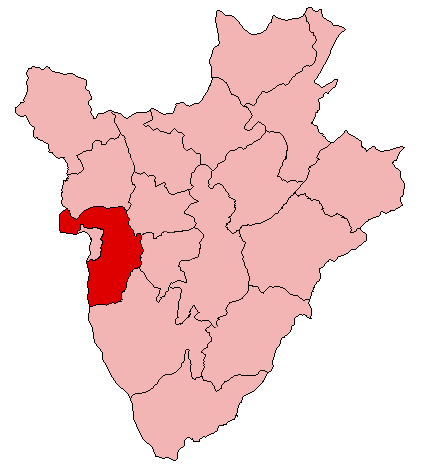
부줌부라 교외주의 위치

부줌부라 교외주(Bujumbura Rural)는 부룬디의 수도인 부줌부라를 둘러싸고 있는 주로, 면적은 1,089km2, 인구는 289,060명(1999년 기준)이다. 북쪽으로는 부반자 주, 북동쪽으로는 무람비야 주, 동쪽으로는 음와로 주, 남쪽과 남동쪽으로는 부루리 주, 서쪽으로는 부줌부라 도시주와 접하며 9개 코뮌(무공고망가, 이살레, 무팀부지, 카뇨샤, 카베지, 무후타, 냐비라바, 무키케, 무빔비)을 관할한다. 시프리앵 은타랴미라 전 대통령이 태어난 곳이기도 하다.